# Michael Showalter

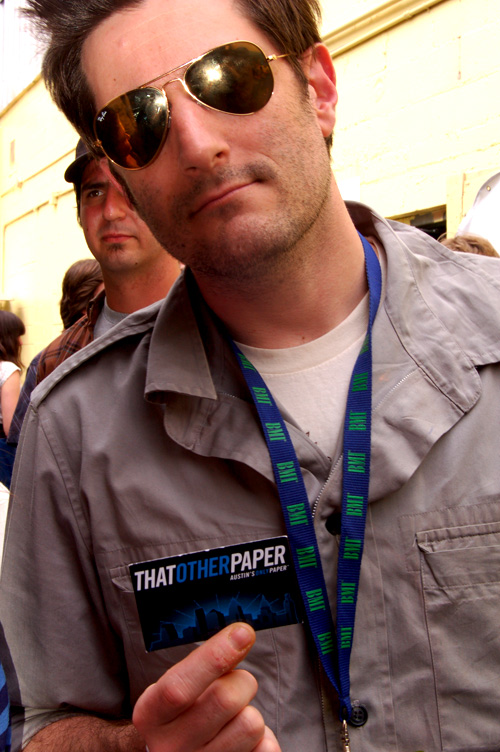
Michael Showalter in 2007

Michael English Showalter (Princeton (New Jersey), 17 juni 1970) is een Amerikaans acteur, filmregisseur, filmproducent en scenarioschrijver.

## Biografie
Showalter heeft de high school doorlopen aan de Princeton High School in Princeton. Later heeft hij gestudeerd aan de Brown-universiteit in Providence (Rhode Island). Vanaf 2011 is hij getrouwd en woont met haar in New York.

## Filmografie

### Films
Uitgezonderd korte films.
- 2020 Wet Hot American Summer: Original Cast Live Read - als Coop / Reagan
- 2016 Giles Vanderhoot – als Giles Vanderhoot
- 2014 Two Night Stand – als Rick Raines
- 2007 Reno 911!: Miami – als Paul
- 2007 The Ten – als politieluitenant Flarn Bleern
- 2006 Griffin & Phoenix – als verloofde van Terry
- 2005 The Baxter – als Elliot Sherman
- 2004 Hair High – als Wally (stem)
- 2002 Stella Shorts 1998-2002 – als Michael
- 2002 Signs – als Lionel Prichard
- 2002 Operation Midnight Climax – als Chip
- 2001 Kissing Jessica Stein – als Stephen
- 2001 Wet Hot American Summer – als Gerald Cooperberg / Alan Shemper
- 1999 The Kinsey 3 – als Terence
- 1998 Safe Men – als Larry
- 1995 The State's 43rd Annual All-Star Halloween Special – als diverse

### Televisieseries
Uitgezonderd eenmalige gastrollen.
- 2016-2017 Search Party – als Max – 5 afl.
- 2017 Wet Hot American Summer: Ten Years Later – als Coop / Reagan – 8 afl.
- 2015-2016 Childrens Hospital – als Nils Vildervaan – 2 afl.
- 2015 Wet Hot American Summer: First Day of Camp – las Coop / president Reagan – 8 afl.
- 2014 American Viral – als Roger Busk – 4 afl.
- 2004-2006 Cheap Seats: Without Ron Parker – als Ron Parker – 6 afl.
- 2005 Stella – als Michael – 10 afl.
- 1999 Random Play – als diverse – 3 afl.
- 1997 Apt. 2F – als Phil – 4 afl.
- 1993-1995 The State – als diverse – 27 afl.

### Filmregisseur
- 2025 Happy Face - televisieserie - 1 afl.
- 2024 The Pradeeps of Pittsburgh - televisieserie - 1 afl.
- 2024 The Idea of You - film
- 2022 I Love That for You - televisieserie - 2 afl.
- 2022 The Dropout - televisieserie - 4 afl.
- 2021 The Eyes of Tammy Faye - film
- 2021 The Shrink Next Door - televisieserie - 4 afl.
- 2020 The Lovebirds - film
- 2019 In the Dark - televisieserie - 1 afl.
- 2019 Ray Romano: Right Here, Around the Corner - documentaire
- 2016-2019 Grace and Frankie - televisieserie - 2 afl.
- 2016-2018 Love - televisieserie - 3 afl.
- 2017 Search Party - televisieserie - 3 afl.
- 2017 The Big Sick - film
- 2016 Giles Vanderhoot - film
- 2015 Hello, My Name Is Doris - film
- 2012-2014 You're Whole – televisieserie – 6 afl.
- 2010 Michael Showalter's the Making of... – televisieserie – 4 afl.
- 2009 Michael & Michael Have Issues. – televisieserie – 5 afl.
- 2005 The Baxter – film
- 2002 Stella Shorts 1998-2002 – film

### Filmproducent
- 2025 Happy Face - televisieserie - 1 afl.
- 2024 The Pradeeps of Pittsburgh - televisieserie - 8 afl.
- 2024 The Idea of You - film
- 2022 Spoiler Alert - film
- 2019-2022 In the Dark - televisieserie - 51 afl.
- 2022 I Love That for You - televisieserie - 8 afl.
- 2022 The Dropout - televisieserie - 7 afl.
- 2021 The Shrink Next Door - televisieserie = 8 afl.
- 2016-2020 Search Party - televisieserie - 30 afl.
- 2020 The Lovebirds - film
- 2017 Wet Hot American Summer: Ten Years Later - televisieserie - 1 afl.
- 2016 Giles Vanderhoot - film
- 2015 Wet Hot American Summer: First Day of Camp - televisieserie - 8 afl.
- 2015 Hello, My Name Is Doris - film
- 2014 American Viral - televisieserie - 3 afl.
- 2014 They Came Together - film
- 2010 Michael Showalter's the Making of... – televisieserie – 4 afl.
- 2009 Stella: Live in Boston - documentaire
- 2009 Michael & Michael Have Issues. – televisieserie – 7 afl.
- 2008 Birthday – korte film
- 2007-2008 The Michael Showalter Showalter – televisieserie – 10 afl.
- 2008 Comedy Central Presents – televisieserie – 1 afl.
- 2005 Stella – televisieserie – 10 afl.
- 2001 Wet Hot American Summer – film

### Scenarioschrijver
- 2024 The Idea of You - film
- 2016-2022 Search Party - televisieserie - 50 afl.
- 2020 Wet Hot American Summer: Original Cast Live Read - film
- 2017 Wet Hot American Summer: Ten Years Later - televisieserie - 8 afl.
- 2016 Giles Vanderhoot - film
- 2013-2016 Childrens Hospital - televisieserie - 4 afl.
- 2016 The Second Sound Barrier - korte film
- 2015 Wet Hot American Summer: First Day of Camp - televisieserie - 8 afl.
- 2015 Hello, My Name Is Doris - film
- 2012-2014 Newsreaders – televisieserie – 2 afl.
- 2013-2014 Super Fun Night - televisieserie - 2 afl.
- 2014 They Came Together - film
- 2011 SCHOOLED: MESN's College Face-off – televisieserie
- 2010 Michael Showalter's the Making of... – televisieserie – 4 afl.
- 2009 Stella: Live in Boston - documentaire
- 2009 Michael & Michael Have Issues. – televisieserie – 7 afl.
- 2008 Birthday – korte film
- 2007-2008 The Michael Showalter Showalter – televisieserie – 10 afl.
- 2008 Comedy Central Presents – televisieserie – 1 afl.
- 2005 Stella – televisieserie – 10 afl.
- 2005 The Baxter – film
- 2004 The Wrong Coast – miniserie
- 2002 Stella Shorts 1998-2002 – film
- 2001 Wet Hot American Summer – film
- 1999 Random Play– televisieserie – 3 afl.
- 1999 1999 MTV Movie Awards – televisie
- 1995 The State's 43rd Annual All-Star Halloween Special – film
- 1993-1995 The State – televisieserie – 27 afl.
- 1992 You Wrote It, You Watch It – televisieserie